# آرانت (کالیفرنیا)
آرانت (به انگلیسی: Aurant) یک منطقهٔ مسکونی در ایالات متحده آمریکا است که در شهرستان لس آنجلس، کالیفرنیا واقع شده‌است. آرانت ۱۳۲ متر بالاتر از سطح دریا قرار دارد.